# INAC Kobe Leonessa
INAC Kobe là một câu lạc bộ bóng đá của Nhật Bản đến từ Kobe, được thành lập vào năm 2001. INAC là viết tắt của Câu lạc bộ quốc tế trong khi Leonessa có nghĩa là Sư tử cái trong tiếng Ý.
Năm 2006 INAC Leonessa được thăng hạng lên Nadeshiko.League,đội đã chơi từ năm 2020. Vào năm 2021, đội sẽ chơi ở WE League. Mùa giải 2008 đánh dấu một bước nhảy vọt lớn của đội khi là á quân cả ở Nadeshiko.League và Giải vô địch bóng đá nữ toàn Nhật Bản. Năm 2010 chứng kiến INAC nâng cao danh hiệu đầu tiên khi họ đánh bại Urawa Red Diamonds trong trận chung kết Giải vô địch bóng đá nữ toàn Nhật Bản thông qua loạt sút luân lưu.
Đội hình năm 2011 của Leonessa bao gồm bảy nhà vô địch World Cup 2011: Ayumi Kaihori, Yukari Kinga, Nahomi Kawasumi, Shinobu Ohno, Homare Sawa, Megumi Takase và Asuna Tanaka.